# 僕の生きる道
『僕の生きる道』（ぼくのいきるみち）は、2003年1月7日から3月18日まで火曜日 22:00 - 22:54（JST）にフジテレビ系列で放送されていたテレビドラマ。関西テレビと共同テレビの共同制作。略称は『僕生き』。

## 概要
僕シリーズ3部作の1作目。テーマは「死」。なんとなく無意味に無目的に生きてきた男の「素晴らしい余命一年間」を肯定的に描くことにより、視聴者に人が「生きていくことの本当の意味」を問いかける作品である。
『SMAP×SMAP』に出演した矢田亜希子が草彅剛共々、「このドラマは自分で何度か見返したことがある」と発言した。後の特番（後述）製作の際にも矢田は「もう1度『みどり先生』を演じられて嬉しいです」と語っている。

## あらすじ
私立進学高校「陽輪学園」の男性教員である中村秀雄はある日健康診断で再検査となり、スキルス性胃癌で余命1年と宣告される（しかしスキルス胃癌だと告知されて余命1年と宣告されるシーンは本編ではカットされている）。
最初は自暴自棄になり、自殺未遂まで起こす秀雄だった。しかし、金田医師との触れ合いから残りの人生を精一杯生きようと決意する。そんな秀雄の変化につれ、1度は秀雄の告白を受け入れなかった同僚のみどりも次第に秀雄に惹かれていき、やがて恋人同士となる。幸せな日々もつかの間、秀雄の病と余命を知ったみどり。秀雄は別れを切り出すが、みどりの献身的な姿勢や金田との対話から、残された人生をみどりと過ごすために結婚を決意する。学園理事長であるみどりの父を説得できぬまま、幼少時代に通った教会で2人だけの結婚式を挙げていると、そこにみどりの父が現れる。
そして、秀雄は自分の夢であった合唱（曲目はハインリッヒ・ヴェルナーの野ばら）を受験勉強で汲々とした生徒に提案する。歌手志望の杉田以外、ほとんど無関心を装っていた生徒たちも次第に心を開き始め、コンクールに向けて練習を重ね2次予選まで進んだ。ところが指揮を振り切った秀雄はステージ上で倒れ、そのまま入院し、決勝の指揮は吉田均にゆだねる。決勝の日、金田医師は外出許可を与えなかったが秀雄は病院を抜け出し、みどりに付き添われながら決勝の客席に臨んだ。コンクール終了後も客席に残っていた秀雄の前に生徒たちが現れ、「仰げば尊し」を歌う。秀雄はその歌を聴きながら眠るように動かなくなっていた。

## キャスト

### 主要人物
中村 秀雄〈28 → 29〉
演 - 草彅剛（SMAP）（少年時代：池田優哉）
主人公。私立進学高校「陽輪学園」の2年G組→3年G組担任で生物教師。1974年（昭和49年）12月18日生まれ。幼い頃、教会で聖歌隊の合唱を目の当たりにし自身も合唱に加わったことがきっかけでテノール歌手を夢見ていた。典型的な事なかれ主義で冷めた性格をしており、それまでの人生を可もなく不可もなく生きていたが、28歳のある日に健康診断の再検査でスキルス性胃癌と診断され、余命1年と宣告される（ただしスキルス性胃癌だと告知されて余命1年と宣告されるなどのシーンは本編ではカットされている）。最初は自暴自棄になっていたが、やがて「残りの人生を悔いなく生きる」ことを選び、ビデオ日記や合唱部の設立など死の直前まで自分が生きた証を最大限に残す努力を始めた。副担任のみどりに恋心を抱いており、余命を知った直後に強引に迫り拒絶され、改めて正面から告白して振られるが、その後の生き方の変貌に認識を改めたみどりから逆に告白される。その後、余命を知ったみどりに対し、当初は拒否するも、金田医師の助言などもあり、結婚。結局、宣告された余命より3ヶ月長生きし、最期は生徒達の合唱をみどりと二人で鑑賞しながら、意識が薄れゆくなかで「砂肝......」と呟き、2003年3月13日16時30分、みどりに寄り添われて亡くなった。享年29（満28歳没）。
中村（秋本） みどり〈25〉
演 - 矢田亜希子（少女時代：飯田千秋）
ヒロイン。2年G組 → 3年G組副担任で国語教師。のち秀雄の妻。食べることが大好きであり、好きな焼き鳥の種類は砂肝。がんを告知された直後の秀雄と食事に行った際の出来事で、最初は秀雄を軽蔑するようなそぶりをみせるが、次第に彼の今を生きるさまに惹かれるようになり、あらためて自分から想いを告白し交際をはじめ、ほどなく結婚を申し出る。秀雄の病状を、皮肉にも秀雄が生きている証として付けていたビデオ日記から知ることになるが、それでも結婚の意志は揺るがず、秀雄もあらためてみどりにプロポーズする。結婚後は秀雄の最大の理解者となり、合唱コンクール終了後、生徒たちの歌声のなかで秀雄の最期を看取った。特番での断片的描写に依る限り、秀雄の死後から数年経っても再婚はしておらず、秀雄に逢いに思い出の木の場所へ度々出向いている模様。
秋本 隆行〈55〉
演 - 大杉漣
みどりの父で陽輪学園理事長。妻を亡くし、みどりと2人暮らし。几帳面な性格である。当初、久保とみどりの仲をとりもとうとするが、みどりの気持ちを知り、また、秀雄の言動から秀雄を再評価するようになる。秀雄の病と余命を知り、親としてみどりとの結婚に反対する一方、それらを反対の理由とすることは命の大切さを伝えるべき教育者として許されず、その間で葛藤する。しかしながら最後には彼らの姿勢に祝福を送り、残り少ない彼らの結婚生活を見守るようになる。
金田 勉三〈43〉
演 - 小日向文世
秀雄の主治医。秀雄に対して死の宣告とも取れる告知をした人物。秀雄に対して「今を生きる」ということを説き、「1年って28年より長いですよね」という心境へと導いた重要人物。秀雄のメンタル面のケアは定期診療時に常に行っていた。みどりが秀雄の運命の相手だと極めて早い時期から分かっているなど、先見の明のようなものを持っている。その反面、以前自分の言った話を忘れて覚えていないなど、とぼけたユーモラスな一面も持つ。しかし、そんな金田でも「医師として」の自覚も持ち合わせており、秀雄の死の直前に合唱コンクールへ出向く秀雄に対しての外出許可を医師として頑なに拒み続けた。

### 同僚教師
久保 勝〈30〉
演 - 谷原章介
数学教師。秀雄とは対照的に授業は好評で、教師として優秀な人物。秋本から次期理事長として、みどりの結婚相手に、と眼を掛けられていた。みどりに対しては理事長の娘という立場とは関係なく恋愛感情を抱いており、アプローチを掛けるも、価値観の相違もあり振られる。終盤では、太田との接近が伺われた。
太田 麗子〈38〉
演 - 森下愛子
英語教師。同僚の久保とは互いに軽口を叩き合っている。秀雄の服用している薬が癌で亡くなった彼女の叔母のものと同じであったため、秀雄が癌であることを悟った。みどりの相談相手にもなり、2人の生き方を応援するようになる。「私の目はごまかせないの」が口癖。
岡田 力〈23〉
演 - 鳥羽潤
新任の社会科教師。
赤井 貞夫〈35〉
演 - 菊池均也
体育教師。時折、新婚の愛妻と喧嘩した挙句、岡田の部屋に転がり込むことがある。
古田 進助〈45〉
演 - 浅野和之
陽輪学園教頭。当初は理事長の秋本に唯々諾々と従う一方で教師には厳しく、事なかれ主義をうかがわせる中間管理職の典型のようだったが秋本から秀雄の余命を聞き、秀雄の残りの人生に悔いのないようサポートするようになった。

### 2年G組 → 3年G組生徒
秀雄が担任を務めるクラス。当初、彼が担当する生物は受験に反映されないため生徒たちは授業を聞いておらず、彼に対しても無関心だったが、その後の彼の行動や言動、合唱を通じて生徒たちは心を開いていった。
杉田 めぐみ
演 - 綾瀬はるか
クラスの中で誰も聞いていない秀雄の生物の授業を唯一聞いている真面目な女の子。歌手になるのが夢なので大学へ進学するつもりはない。進学するかどうか悩んでいたが、秀雄の言葉を受け、その夢に突き進むことを決意。ちなみに彼が提案した合唱にも最初に参加している。
田岡 雅人
演 - 市原隼人
医学部志望だが、人を助けたいという動機ではなく金のためである。しかも彼女である萌の妊娠騒動で「金なら出します」などと命を軽んじる発言をしたため、秀雄から「人の命を何だと思ってるんだ」と胸ぐらを掴まれ、進路懇談で「医者になる資格はない」と言われる。その後、秀雄との揉み合いになった際に不注意で足を怪我するが、その責任を「突き飛ばされた」と彼に押し付ける。だが秋本を通じ、秀雄からの手紙を読み反省する。PTA会長の母のことをママと呼んでおりマザコンの気がある。秀雄の命が残り少ないことを、赤坂とともにクラスの生徒の中で最初に知る。
吉田 均
演 - 内博貴（関西ジャニーズJr.・後にNEWS、関ジャニ∞）
官僚の家系の息子で、久保に「僕は官僚にならなくちゃだめ」と言うなど強いプレッシャーにさいなまれている。なかなか成績が上がらず、秀雄の言葉を受けて合唱にすすんで参加するクラスメイトたちに嫌味を言ったり、授業中に質問する生徒に「授業妨害」と言ったりと心が不安定なところがあり、合唱にも最後の１人になるまで参加しなかった。後に「合唱が息抜きになればなと」という秀雄の真意を知り、改心。秀雄からの推薦で合唱コンクール決勝で寝たきりになった彼の代わりに指揮を行った。大学受験に失敗したが、５年後に母校で秀雄と同じ生物の先生となり、生徒たちに恩師がいつか話してくれた話をした。
鈴木 りな
演 - 浅見れいな
体育教師の赤井に恋をしていたが、赤井の結婚を知り、学校を休む。秀雄の説得に同意したが、りなの「恋はしちゃうもんなんだよ」の一言が、恋を諦めていた秀雄に影響を与えた。
赤坂 栞
演 - 上野なつひ
吉田の幼馴染で、吉田を想っている。父親が経営している会社の状態が芳しくなく、国立大学への進学を希望。秀雄の影響もあり、終盤、自分に正直になろうと決め、吉田に突然迫る。
近藤 萌
演 - 鈴木葉月
田岡と付き合っていたが、喧嘩のあげく「妊娠している」と狂言を弄する。
黒木 愛華
演 - 岩崎杏里
芸能雑誌に写真が掲載されたことを学校で問題視される。突然「アイドルになるので学校辞めます」と職員室で先生たちに宣言したが、「人に何か言われたぐらいで心が揺らぐぐらいならその夢は諦めた方がいい」という秀雄の言葉を受け、即撤回。
田中 守
演 - 藤間宇宙
どこにでもいる普通の高校生だが、受験のストレスから万引きや盗撮をしてしまう。杉田の次に合唱に参加した男子生徒。

### その他
畑中 琴絵
演 - 眞野裕子
金田が勤める病院看護師。金田を優秀な医師として尊敬している。
田岡 久美子
演 - 銀粉蝶
田岡の母でPTA会長。モンスターペアレント。息子を溺愛しており過保護。息子にケガを負わせたとして秀雄をクビにするように理事長に強く訴えかけたが却下されてしまう。合唱に関しても否定的な態度を見せていたが、教頭の計らいで息子が合唱をひたむきに頑張っているのを見て、後ろに引くことにした。
中村 佳代子
演 - 山本道子
秀雄の母で山梨県在住。秀雄が帰郷した際についてきたみどりを見て婚約者と勘違い。みどりに亡き夫からプレゼントされた真珠の首飾りをプレゼントした。その後、息子の病気のことを彼からの電話から知り、号泣。彼がガンの進行により入院するようになってから病院に見舞いにくるなど献身的なところがみられる。
神父
演 - Bill
秀雄が幼少期に教会で出会った神父。聖歌隊の指揮をしていた。遠くから歌っている秀雄に気付いて手招きをし、秀雄を聖歌隊の前列中央に入れて一緒に歌わせた。
聖歌隊
演 - 杉並児童合唱団
秀雄が幼少期に教会で出会った聖歌隊。秀雄が入ってきたとき「この道」を歌っていた。

### ゲスト

#### 第一話
ミウ
演 - 川﨑樹音
秀雄が病院に再検査の結果を聞きに行った時に待合室のベンチで隣に座っていた少女。彼が「どうしたの」と聞くと、「パパが病気で死んじゃった」と話した。余命宣告を受け、動揺しながら病院を後にする彼を尻目に、待合室でバレエを踊っていた。
集金人
演 - まいど豊
新聞屋の集金人。2年契約を勧め、秀雄は言われるままに契約してしまう。秀雄は集金人が帰った後で余命1年と宣告されたことを思い出し、「1年にしておいたほうがよかったかな」とつぶやく。

#### 第八話
老人
演 - 伊藤正博
老女
演 - 三上瓔子
秀雄とみどりの結婚式前日に植物園で会った老夫婦。結婚してちょうど50年だと言う。「あなたたちも50年目指してね」と言ったのに対して、秀雄とみどりは声をそろえて「はい」と答えた。

#### 第九話
カメラマン
演 - 横山あきお
秀雄が人生最後の写真を撮ってもらいに行った写真館のカメラマン。秀雄はいい表情が作れず、撮ってもらわずに帰ることを何度か繰り返す。その後、みどりと2人での写真を撮ってもらう。

## スタッフ
- 脚本 - 橋部敦子
- 音楽 - 本間勇輔
- 編成 - 植村泰之
- 広報 - 大村節子
- スチル - チャールズ村上
- 演出 - 星護、佐藤祐市、三宅喜重
- 演出補 - 吉田使憲、小山田雅和、加藤伸一、坂口正恭、宮崎エミ
- 記録 - 外川恵美子、河野ひでみ
- アソシエイトプロデューサー - 石原隆
- プロデューサー - 重松圭一、岩田祐二
- プロデューサー補 - 柳川由起子
- 制作 - 関西テレビ、共同テレビ

## 主題歌
- SMAP「世界に一つだけの花」
  - 元々は、アルバム『SMAP 015/Drink! Smap!』の収録曲だった。最終回のエンディングのみ、当時完成したばかりのシングル・ヴァージョンが使用された。再放送では、最終回もアルバムバージョンが使用されている。「僕の生きる道」共に人気が上がり最終的にはダブルミリオンを突破する特大ヒット曲となった。

## 放送日程
| 各話                                                           | 放送日        | サブタイトル     | 演出     | 視聴率 |
| -------------------------------------------------------------- | ------------- | ---------------- | -------- | ------ |
| 第1話                                                          | 2003年1月07日 | 告知、余命一年   | 星護     | 15.4%  |
| 第2話                                                          | 2003年1月14日 | 読まなかった本   | 星護     | 14.8%  |
| 第3話                                                          | 2003年1月21日 | 封印された恋心   | 佐藤祐市 | 13.5%  |
| 第4話                                                          | 2003年1月28日 | 教師・失格       | 佐藤祐市 | 12.0%  |
| 第5話                                                          | 2003年2月04日 | あばかれた秘密   | 星護     | 13.1%  |
| 第6話                                                          | 2003年2月11日 | 悲しきプロポーズ | 三宅喜重 | 15.9%  |
| 第7話                                                          | 2003年2月18日 | 間違われた婚約者 | 佐藤祐市 | 14.1%  |
| 第8話                                                          | 2003年2月25日 | 二人だけの結婚式 | 星護     | 15.6%  |
| 第9話                                                          | 2003年3月04日 | 一枚の写真       | 三宅喜重 | 16.4%  |
| 第10話                                                         | 2003年3月11日 | 最後の誕生日     | 佐藤祐市 | 17.7%  |
| 最終話                                                         | 2003年3月18日 | 愛と死           | 星護     | 21.6%  |
| 平均視聴率 15.5%（視聴率はビデオリサーチ調べ、関東地区・世帯） |               |                  |          |        |

- 第1話は64分、最終話は放送時間を69分に拡大
- 最終話のうちの数シーン（秀雄がタクトを購入し、みどりとしみじみと眺める、など）がCMの関係でカットされた局がある。また、病院を抜け出した秀雄がコンクール会場に向かうシーンは台本になく、おそらく最終話用に急遽挿入されたものであったことがDVD-BOX特典収録の最終撮影にて明らかになっている。

## 受賞歴
- 第36回ザテレビジョンドラマアカデミー賞[2][3]
  - 最優秀作品賞
  - 主演男優賞（草彅剛）
  - 助演女優賞（矢田亜希子）
  - 脚本賞（橋部敦子）
  - 監督賞(星護、佐藤祐市、三宅喜重)
  - 主題歌賞（SMAP『世界に一つだけの花』）
  - 劇中音楽賞（本間勇輔）
- 第13回TV-LIFE年間ドラマ大賞[4]
  - 作品賞
  - 主演男優賞（草彅剛）
  - 助演女優賞（矢田亜希子）
  - 脚本賞（橋部敦子）
  - 主題歌賞（SMAP『世界に一つだけの花』）

## 関連番組
SMAP×SMAP特別編 僕とあなたの生きる道〜one day（2003年7月7日）
- 本ドラマ終了後の7月7日、中村秀雄が亡くなってからのとある1日を舞台に世と死について考える特別企画が「SMAP×SMAP」内で放送された。ドラマの登場人物としての出演だが答えは演者本人のものとなっている。

ドキュメンタリー『僕の生きる道』をたどって（2004年2月7日）
- 翌年、番組公式サイトに寄せられたメッセージの中から闘病の実体験や家族の闘病生活などを取材した特番が放映され、草彅がナレーターを務めた。この番組は日本民間放送連盟賞のテレビ教養番組部門で優秀賞を受賞している[5]。

## 備考
- 矢田は本作で初めてウェディングドレスを着る役を演じた。
- 本作の公式ウェブサイトに寄せられたメッセージを書籍化した『もうひとつの僕の生きる道〜BBSに寄せられた感動のメール集』（角川書店・角川文庫、2003年、ISBN 4043715013）が出版されている。
- 本放送中にニッポン放送系列で『もう一つの僕の生きる道』というラジオドラマが放送された。こちらは、矢田が演じる花屋の女性が不治の病で、草彅は通院先の病院の研修医という設定となっている。花屋の女性は本放送5話でみどりが見舞いに訪れた友人であり、ラジオドラマの劇中で女性の友人がみどりであること、研修医の先輩の話として金田医師と秀雄の会話をうかがわせるくだりがある。これは、DVD-BOXの特典として収録されている。
- 2004年1月より、同じフジテレビ系列（関西テレビ発）の火曜ドラマとして『僕と彼女と彼女の生きる道』（僕シリーズ3部作の2作目）が放送された。当初、タイトルの類似性などから、本ドラマとの関連性が噂されたが、実際には全く関連なく、続編でもない。主演の草彅、大杉（実父）、小日向（会社上司）、浅野（娘の通う小学校の担任）などを除き、出演者も一新されている（例．矢田亜希子→小雪）。
- このドラマは草彅の俳優としての評価そのものを変えたとも言われ[要出典]、本作の後には『ホテルビーナス』などの映画出演も増え、『SmaSTATION!!』では「もっとも泣ける俳優」として特集が組まれた。実際、徐々に進行する病状をリアルに演じるべく、野菜ジュースのみを摂るなどの減量を行い（同じジャニーズ事務所所属の内博貴がインタビューで語った。）、最終話のとき、病院に運ばれ、ワイシャツを切られた際には肋骨が見えるほどだった。
- 一時期、内の未成年の飲酒による不祥事により再放送が全くされず封印されていたが、復帰により再び各局で再放送も行われるようになった。
- 本ドラマの3年後になる2006年春季に放送されたフジテレビ系列（フジテレビ発）の連続ドラマ『アテンションプリーズ』では本ドラマのレギュラー出演陣だった小日向・浅野・眞野がレギュラー（3人は2007・08年に制作されたSP版にも出演）で、菊池・浅見がゲストでそれぞれ出演した。また本ドラマのプロデューサーの一人である岩田と演出陣の一人であった佐藤が、この作品でもそれぞれプロデューサーと演出を担当した。